# Puma concolor concolor

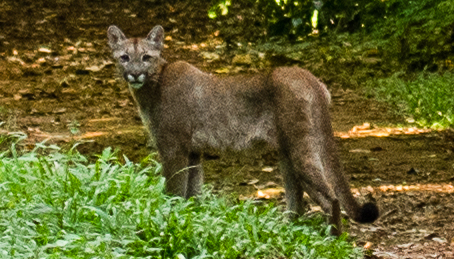
P. c. concolor en el parque Vassununga, Brasil.

El puma sudamericano o león de montaña andino (Puma concolor concolor) es una de las subespecies en que se divide la especie de Puma concolor, denominado comúnmente «puma» o «león de montaña». 

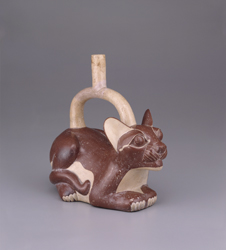
Una cerámica de la Cultura Moche, también llamada «cultura mochica», representando a un puma.
Puma concolor concolor es la subespecie que habitó en el área geográfica donde se desenvolvió dicha cultura arqueológica del antiguo Perú.

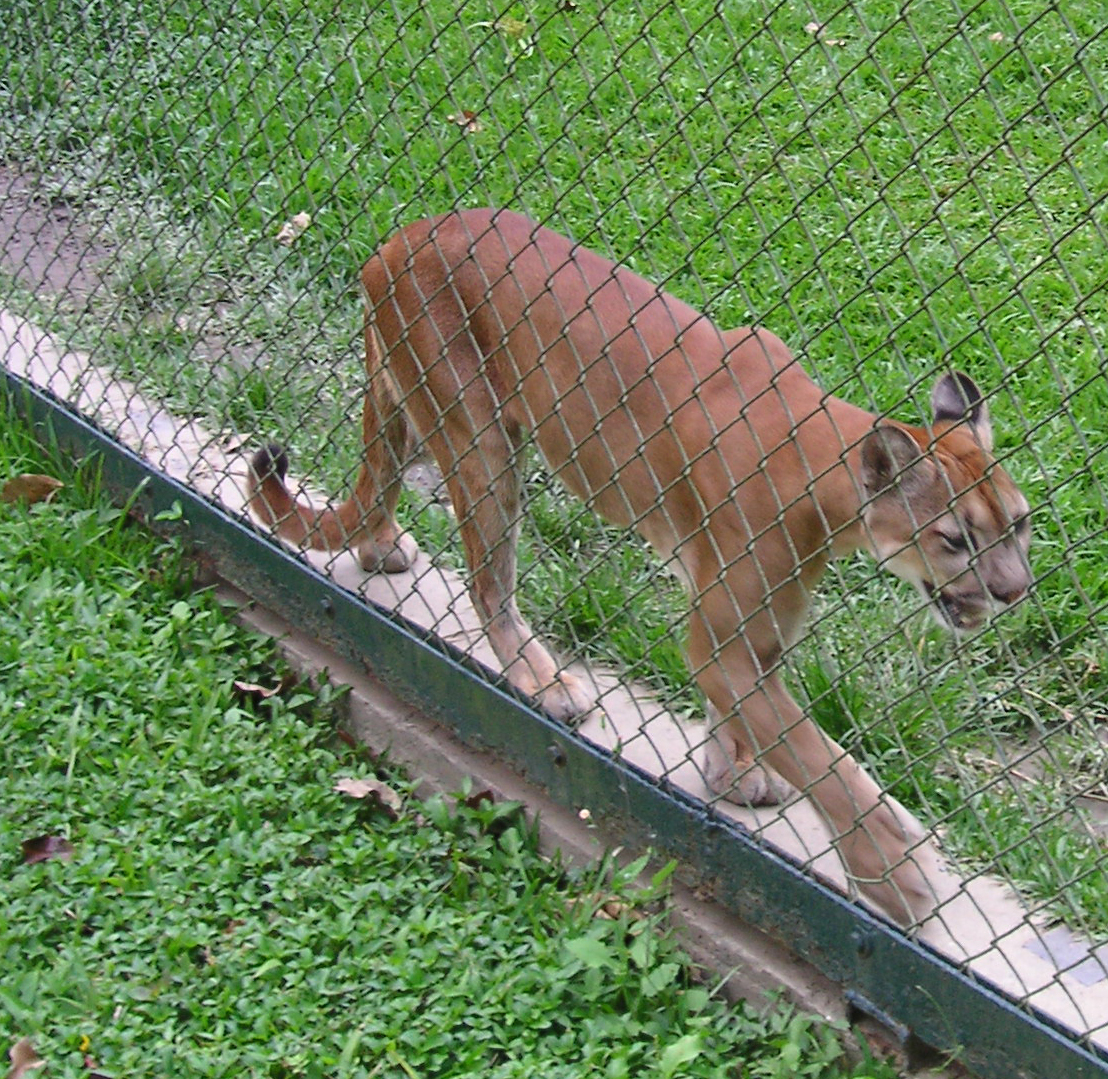
Un puma, posiblemente de esta subespecie, en el zoológico de Caracas, Venezuela.

## Distribución
Esta subespecie de puma se encuentra en el norte y oeste de América del Sur, desde Colombia y Venezuela hasta Perú, Bolivia, Argentina, y Chile.

## Comportamiento y ecología
El puma se alimenta de pájaros, camélidos, ciervos, perezosos, roedores, ranas, agutíes y lagartos. A veces se alimenta de cachorros de oso de anteojos. En el parque nacional San Guillermo, la vicuña es la principal especie de presa del puma y constituye alrededor del 80% de su dieta. También se alimenta de guanacos, ratones y liebres.
Abandona las matanzas cuando es acosado por el cóndor andino, lo que hace que maten un 50% más de presas que los pumas norteamericanos.

## Taxonomía

### A partir del 2005
Hasta finales del siglo XX se habían registrado 32 subespecies de puma, sin embargo, un estudio genético de ADN mitocondrial mostró que muchas de ellas son demasiado similares como para ser reconocidas como taxones diferentes. La localidad tipo de Puma concolor concolor asignada por Carlos Linneo era: «Brasil». Posteriormente fue limitada a: «Guayana Francesa». 
Tras la investigación, la 3.ª edición del «Mammal Species of the World» reconoce sólo 6 subespecies.
A partir de esta investigación, bajo Puma concolor concolor se incluyeron en su sinonimia otras subespecies que antes se daban como válidas. Este taxón está integrado por: 
- Puma concolor bangsi (Merriam, 1901), llamado «puma colombiano»; Habita la zona andina de Colombia y Ecuador; por el norte llega hasta la Sierra Nevada de Santa Marta. La localidad tipo es: «Dibulla, Departamento de La Guajira, norte de Colombia».[9]
- Puma concolor incarum (Nelson & Goldman, 1929), llamado «puma peruano»; el que habitaba desde Ecuador, a través del Perú, hasta el norte de Chile, y regiones próximas de Bolivia. La localidad tipo es: «Piscocucho, río Urubamba, Departamento de Cuzco, Perú».
- Puma concolor osgoodi (Nelson & Goldman, 1929), llamado «puma boliviano». La localidad tipo es: «Buena Vista, Santa Cruz, Bolivia».
- Puma concolor soasoaranna (Lesson, 1842),
- Puma concolor soderstromii (Lönnberg, 1913), llamado «puma ecuatoriano». Descrito para los Andes del norte de Ecuador. Se caracteriza por se de mayor tamaño que Puma concolor incarum, y por poseer más oscuras las marcas del pelaje.
- Puma concolor sucuacuara (Liais, 1872), de las sabanas abiertas del Orinoco.
- Puma concolor wavula (Lesson, 1842).

### A partir del 2017
A partir de 2017, todas las subespecies sudamericanas se consideran sinónimos de P. c. concolor:
- Puma concolor anthonyi Nelson & Goldman, 1931. Puma del este de América del Sur (este de Brasil, Uruguay, este de Paraguay, y noreste de la Argentina). Incluye en su sinonimia las subespecies: acrocodia (Goldman, 1943), borbensis (Nelson & Goldman, 1933), capricornensis (Goldman, 1946), concolor (Pelzeln, 1883), greeni (Nelson & Goldman, 1931), y nigra Jardine, 1834.

- Puma concolor cabrerae Pocock, 1940. Puma argentino (Bolivia, oeste de Paraguay, y noroeste y centro de la Argentina). Incluye en su sinonimia las subespecies: hudsoni (Cabrera, 1958), y puma (Marcelli, 1922).

- Puma concolor costaricensis Merriam, 1901. Puma centroamericano (Nicaragua, Costa Rica y Panamá). Localidad tipo: Brasil. Limitado por Goldman (en Young y Goldman, 1946) a Cayenne, Guayana Francesa. Incluye en su sinonimia: Felis bangsi costaricensis y Felis concolor costaricensis.

- Puma concolor puma Molina, 1782. Puma sudamericano austral o del sur (Chile, y centro-oeste y sur de la Argentina). Incluye en su sinonimia las subespecies: araucanus (Osgood, 1943), concolor (Gay, 1847), patagonica (Merriam, 1901), pearsoni (Thomas, 1901), y puma (Trouessart, 1904).